# Selcupi

Bandiera dei Selkup

I Selcupi (in russo сельку́пы?), fino agli anni 1930 chiamati Ostiaco-Samoiedi (остя́ко-самое́ды), sono un gruppo etnico samoiedo nativo della Siberia settentrionale. Vivono nelle parti settentrionali dell'Oblast' di Tomsk, del Territorio di Krasnojarsk, del Circondario autonomo Jamalo-Nenec e del Circondario autonomo dei Nenec.

## Profilo
I Selcupi parlano la lingua selcupa, che appartiene alle lingue samoiede della famiglia delle lingue uraliche.
I Selcupi ebbero origine nel bacino medio del fiume Ob', dalle interazioni tra la popolazione aborigena ienisseiana e i popoli samoiedi che giunsero nella regione dai Monti Sajany durante la prima parte del I millennio d.C.
Nel XVII secolo, alcuni dei Selcupi si trasferirono a nord per vivere lungo i fiumi Taz e Turuchan. Erano dediti principalmente alla caccia, alla pesca e all'allevamento delle renne. Nel XVIII secolo, i Selcupi furono sottoposti dai Russi a una massiccia campagna di battesimi. Tuttavia, molti ritornarono alle loro antiche credenze e usanze religiose.
Secondo il Censimento russo del 2002, c'erano 4.249 Selcupi in Russia (4.300 nel 1970), passati a 3.649 nel 2010.
Vi erano invece 62 Selcupi in Ucraina, solo uno dei quali era un parlante nativo della lingua selcups(Censimento ucraino 2001).

## Galleria d'immagini

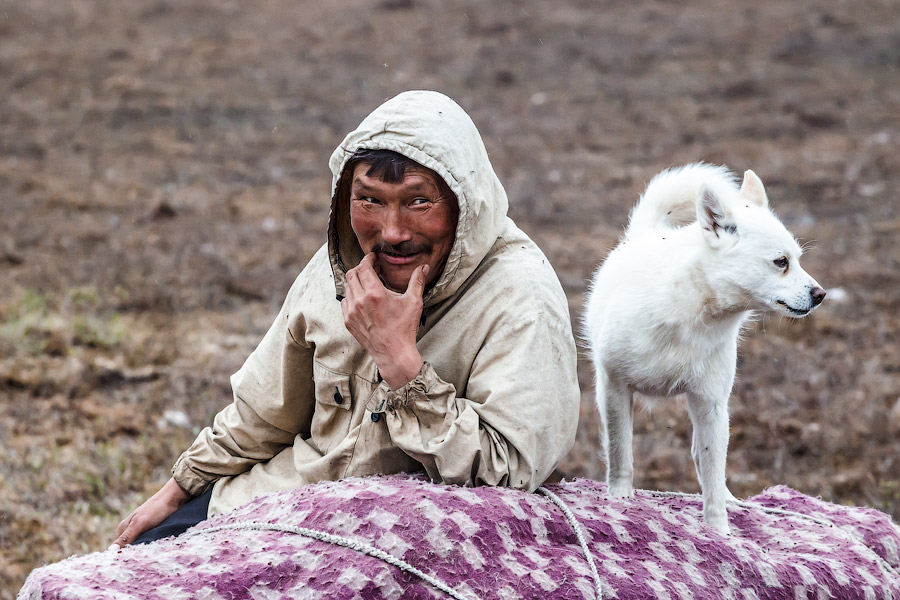
Un uomo selcupo con il suo cane
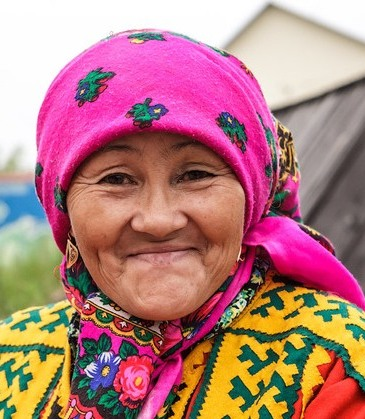
Nonna selcupa
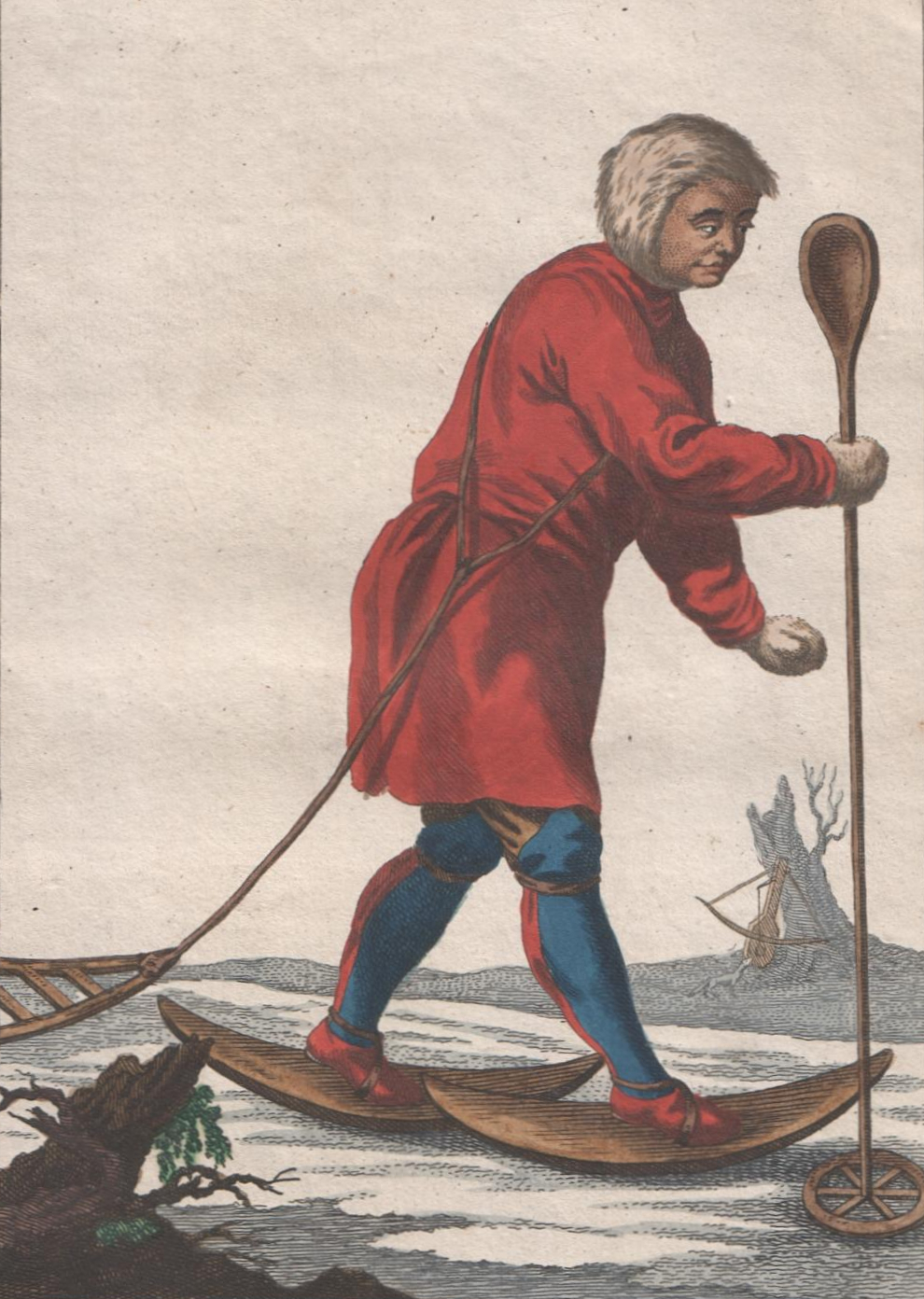
Dipinto della fine del XVIII secolo raffigurante un pescatore selcupo